# Associação Mundial de Hóquei
A Associação Mundial de Hóquei (em francês: Association mondiale de hockey) foi uma liga principal de hóquei no gelo profissional, que operou na América do Norte, de 1972 a 1979. Foi a primeira liga principal a competir com a National Hockey League (NHL) desde o colapso da Western Hockey League, em 1926. Embora a WHA não tenha sido a primeira liga desde aquela época a tentar desafiar a supremacia da NHL, foi de longe o mais bem sucedido na era moderna.

## História
A WHA tentou capitalizar a falta de times de hóquei em várias das principais cidades americanas e cidades canadenses de nível médio, e também esperava atrair os melhores jogadores pagando mais do que os proprietários da NHL pagariam. A WHA desafiou com sucesso a cláusula de reserva da NHL , que vinculava os jogadores às suas equipes da NHL mesmo sem um contrato válido, permitindo aos jogadores de ambas as ligas maior liberdade de movimento. Sessenta e sete jogadores saltaram da NHL para a WHA no primeiro ano, liderados pelo craque Bobby Hull , cujo contrato de dez anos, $ 2,75 milhões, era um recorde na época. A WHA tomou a iniciativa de contratar jogadores europeus, inaugurando uma nova era no hóquei norte-americano.
A WHA tinha um relacionamento amargo com a NHL, resultando em inúmeras batalhas judiciais, bem como na competição pelo controle de jogadores e mercados. Apesar disso, as negociações de fusão começaram quase imediatamente, já que a WHA estava constantemente instável, com franquias ocasionalmente mudando de lugar ou fechando no meio da temporada. Os proprietários da NHL votaram contra um plano de 1977 de fundir seis equipes WHA (Edmonton Oilers, New England Whalers, Quebec Nordiques, Cincinnati Stingers, Houston Eros e Winnipeg Jets) na NHL antes que uma fusão de 1979 fosse aprovada.
Como resultado, a WHA encerrou as operações e quatro equipes juntaram-se à NHL para a temporada de 1979–80: Edmonton Oilers, New England Whalers, Quebec Nordiques e Winnipeg Jets. Dessas quatro equipes, duas das três equipes canadenses - Nordiques e Jets - acabaram se mudando para o sul, para Denver e Phoenix , respectivamente, embora a NHL retornasse a Winnipeg com a realocação dos Atlanta Thrashers em 2011 , que se renomeariam Winnipeg Jets após a sua realocação. Os Whalers mais tarde se mudaram de Hartford para Raleigh, Carolina do Norte. Os Oilers são a única equipe de fusão da WHA a manter o nome original e a cidade. O último jogo WHA foi disputado em 20 de maio de 1979, quando os Jets derrotaram os Oilers para ganhar seu terceiro Troféu Mundial Avco .
A World Hockey Association foi fundada em 1971 pelos promotores americanos Dennis Murphy e Gary Davidson . Os homens já haviam sido o fundador e o primeiro presidente da American Basketball Association , respectivamente.  Eles rapidamente recrutaram Bill Hunter , presidente da junior Western Canada Hockey League. Hunter e Murphy viajaram pela América do Norte recrutando proprietários de franquias e, em setembro de 1971, anunciaram que a liga começaria em 1972 com dez times,  cada um pagando $ 25.000 por sua franquia.
O salário médio da NHL em 1972 era de $ 25.000, o mais baixo dos quatro esportes principais, enquanto cada jogador estava vinculado a uma cláusula de reserva , que automaticamente estendia seu contrato por um ano quando expirava, amarrando-os ao seu time pelo resto da vida. carreira. Em outubro de 1972, a WHA anunciou que não usaria a cláusula de reserva, afirmando que "A cláusula de reserva não resistirá ao escrutínio de ... jogadores, associações de jogadores, o Congresso dos Estados Unidos , o público, e a Suprema Corte . " A WHA também prometeu salários muito mais altos do que a NHL oferecida, e no momento em que a liga começou a jogar, tinha atraído 67 ex-jogadores da NHL para sua liga, incluindoBernie Parent , Gerry Cheevers , Derek Sanderson , JC Tremblay e Ted Green . O maior nome assinado foi o ex - astro do Chicago Black Hawks Bobby Hull , que concordou em um contrato de dez anos e US $ 2,7 milhões com o Winnipeg Jets , o maior da história do hóquei na época, e que emprestou credibilidade instantânea à liga.